# Usinagem
A usinagem compreende o processo de desgaste mecânico que visa dar forma a uma peça, seja ela metálica ou não, esse material chamamos de matéria-prima, cujo nome nas indústrias pode ser trocado por matéria bruta.
Segundo ainda o dicionário Michaelis usinagem significa o ato ou efeito de usinar. Na prática isto significa submeter um material bruto à ação de uma máquina e/ou ferramenta, para ser trabalhado.
Existem vários processos de usinagem, entre eles serramento, aplainamento, torneamento, fresamento (ou fresagem), furação, brochamento, eletroerosão, entre outros. A usinagem começou em tempos remotos com processos totalmente manuais e hoje em dia evoluiu muito com o uso de máquinas de alta precisão, como é o caso das chamadas CNC (com comando numérico computadorizado), com uma precisão que chega a ser tão pequena quanto a 1 mícron. Hoje em dia, a usinagem está presente em diversas indústrias, como a automotiva, a naval, a aeroespacial, a eletrônica, a de eletrodomésticos.

## História
Já a partir de 700 anos antes de Cristo, o homem trabalhava os materiais brutos, onde praticamente todas as ferramentas eram executadas em ferro. E a partir do século XVII surgiram novas formas de melhorar o processo de fabricação do ferro e na siderurgia do aço, segundo NEHRING.
Os primeiros metais conhecidos foram o cobre e o ouro. O homem utilizava tais metais na fabricação de armas e ferramentas já no fim da pré-história.
Estudos mais aprofundados sobre a usinagem iniciaram-se somente no início do século XIX e em 1900, o americano F. W. Taylor descobriu o aço rápido, determinando um passo marcante no desenvolvimento tecnológico da usinagem.
Nesta mesma época surgem as máquinas movidas a vapor, fazendo com que o trabalho do homem fosse extremamente facilitado. Agora, o homem podia trabalhar o metal com um esforço mínimo necessário. E, logo em seguida, vem as máquinas movidas a eletricidade.
Henry Maudslay foi um engenheiro pioneiro no aperfeiçoamento de máquinas ferramentas, dentre os quais, aperfeiçoou o torno mecânico.

## Operações de Usinagem

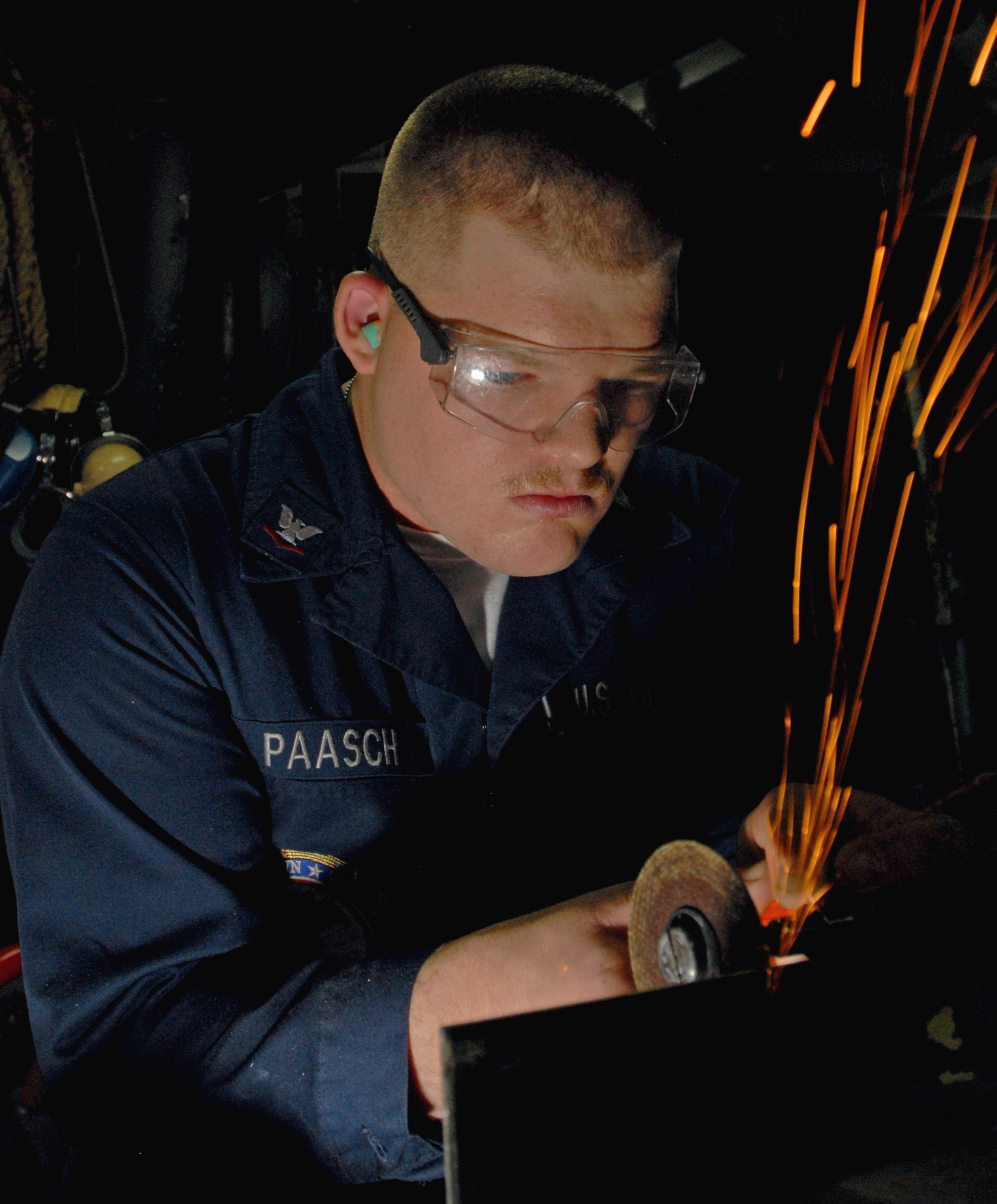
Operador fazendo uma escotilha durante a fabricação do porta aviões USS John C. Stennis.

As três principais operações de usinagem são classificadas em torneamento, furação e fresamento. Outras operações caem em categorias diversas, como aplainamento, retificação, mandrilamento, brochamento e serramento.
- Operações de Torneamento são aquelas em que se rotaciona a matéria-prima como forma principal de mover o material contra a ferramenta de corte. Tornos mecânicos são as principais ferramentas usadas no torneamento.
- Operações de Fresamento são aquelas em que a ferramenta de corte é rotacionada, trazendo as arestas de corte contra a peça.[8] Fresadoras são a principal máquina usada nesta operação.
- Operações de Furação são aquelas em que furos são produzidos ou refinados através do contato da peça com uma ferramenta rotativa, com as arestas cortantes em sua extremidade inferior. Operações de furação são feitas principalmente com furadeiras, mas também podem acontecer em tornos ou fresadoras.
- Operações diversas são aquelas em que pode não ocorrer a produção de cavaco, porém são executadas em uma máquina tipica de usinagem. O brunimento é um exemplo de uma operação que não produz cavaco, porém pode ser executada em um torno, fresadora ou furadeira de bancada.

Uma peça inacabada que necessita de usinagem terá que ter parte de seu material removido para se tornar um produto acabado. Já um produto acabado seria uma peça que atende às especificações definidas para ela, geralmente através de um desenho técnico de engenharia. Por exemplo, uma peça pode ter como requisito um diâmetro externo específico. Um torno é uma máquina que poderia ser usada para criar tal diâmetro, rotacionando a peça de forma que uma ferramenta de corte possa remover material, criando uma superfície uniforme que cumpre o diâmetro e o acabamento solicitados. Uma furadeira pode ser utilizada para remover material na forma de um furo cilíndrico. Outras ferramentas que podem ser usadas para diversas formas de remoção de material são fresadoras, serras e retíficas.
Como uma atividade comercial, a usinagem geralmente é realizada em tornearias ou oficinas, que consistem em uma ou mais salas de trabalho com as principais ferramentas de usinagem. Embora uma oficina possa ser um empreendimento por si só, é comum que várias empresas mantenham oficinas internas que dão suporte às suas operações.
A usinagem requer atenção a diversos detalhes para que uma peça cumpra os requisitos especificados. Além dos problemas óbvios em atingir as dimensões corretas, existe a questão de obter o acabamento superficial, ou rugosidade, adequado da peça. Acabamentos inadequados podem ser resultados de fixação incorreta, ferramentas cegas ou mal afiadas ou falhas no processo.